# Bromural

Strukturformel

Bromural är ett bromhaltigt sömnmedel som säljs främst i Asien.
Kronisk användning har förknippats med bromförgiftning.